# Associação Beneditense de Cultura e Desporto
Maillots
Le Associação Beneditense de Cultura e Desporto est un club de football portugais basé à Benedita. Pour la saison 2012-2013, le club évolue en quatrième division nationale.

## Histoire
Fondé en 1962, le Associação Beneditense de Cultura e Desporto débute dans les profondeurs des championnats régionaux. Lors de la saison 1983-84, il frôle de peu la promotion en division d'honneur, laissant l'accès au Biblioteca. La saison suivante, l'équipe frôle de très peu l'accession pour la troisième division nationale, en terminant à un point derrière le club de Ferrel qui lui obtient la montée. 
Le Beneditense reste stable et obtient la montée pour sa première saison en première division de district. C'est alors qu'à la saison 1987-88 le Beneditense obtient pour la première fois sa participation en III Divisão et finit la saison à la onzième place. Le club persiste malgré une relégation la saison suivante, et parvient à remonter peu après. C'est pendant les années 1990 que le Beneditense connaît ses plus belles années : en 1992-93 il rate de peu une promotion en troisième division, puis parvient à monter en troisième division la saison suivante. 
Lors la saison 1994-95, le club parvient à atteindre la quatrième place du championnat et réalise alors le meilleur parcours de l'histoire du club. Cinq années plus tard le club redescend, avant de très rapidement retrouver la troisième division deux années après. La saison 2001-2002 n'est pas une réussite, le Beneditense redescend une nouvelle fois et cette fois-ci ne quitte plus la quatrième division. Le club est relégué lors de la saison 2005-2006, et retrouve la division d'honneur la saison suivante, sans jamais plus la quitter jusqu'en 2010-2011 ou malgré une deuxième place, il obtient son ticket pour la quatrième division nationale. 
Le 11 janvier 2012, le club désire embaucher l'ancien buteur brésilien Mário Jardel, qui d'ailleurs a refusé le poste d'entraîneur et le poste de directeur sportif.

## Joueurs emblématiques
| - António Valente - Brito - Mamadi Baldé | - Calila - Jairson - Orlando Monteiro |

## Palmarès
| Compétitions nationales | Compétitions régionales | Compétitions amicales                                   |
| --- | --- | ------------------------------------------------------- |
| - Championnat du Portugal D3 (0) - Meilleure performance : 4e (1994-95) - Coupe du Portugal (0) - Meilleure performance : 1/32 finale (1993-94, 1997-98, 2002-03) | - Championnat de 1re division de l'AF Leiria (2) - Champion : 1986-87, 1989-90 - Championnat de 2e division de l'AF Leiria (1) - Champion : 1985-86 - Coupe de l'AF Leiria (1) - Vainqueur : 1989-90 | - Tournoi Cidade de Torres Novas (1) - Vainqueur : 2012 |